# Akira Ōsako
Akira Ōsako (japanisch 大迫 暁 Ōsako Akira; * 26. November 1997 in der Präfektur Hyōgo) ist ein japanischer Fußballspieler.

## Karriere
Akira Ōsako erlernte das Fußballspielen in der Schulmannschaft der Riseisha High School sowie in der Universitätsmannschaft der Nippon Sport Science University. Seinen ersten Vertrag unterschrieb er 2020 bei Azul Claro Numazu. Der Verein aus Numazu, einer Hafenstadt in der Präfektur Shizuoka auf Honshū, spielte in der dritten japanischen Liga, der J3 League. Sein Drittligadebüt gab Akira Ōsako am 22. September 2020 im Heimspiel gegen die U23-Mannschaft von Cerezo Osaka. Hier stand er in der Anfangself und spielte die kompletten 90 Minuten. Nach insgesamt 60 Ligaspielen unterschrieb er im Januar 2024 einen Vertrag beim Drittligisten Kataller Toyama. Am Ende der Saison 2024 belegte er mit dem Verein den dritten Platz und qualifizierte sich für die Aufstiegsspiele. Hier spielte man im Finale gegen Matsumoto Yamaga 2:2-Unentschieden. Da Katallar in der regulären Spielzeit den dritten Platz belegte, stieg man in die zweite Liga auf. Nach dem Aufstieg verließ er den Verein und schloss sich in Kariya dem Fünftligisten FC Kariya an. Mit dem Verein spielt er in der Tokai Soccer League (Div.1).